# Паладиум
Вижте пояснителната страница за други значения на Паладий.
Паладиум или Паладион, Паладий (на древногръцки: Παλλάδιον, Palládion; на латински: Palladium; Palladion) e свещена статуя на Палас Атина, висока 3 лакъта, с щит и копие в ръцете, която се пазила в двореца в Троя като талисман. Хвърлена била от небето от Зевс на Ил по време на основаването на Троя. Свещената статуя носела на притежателя си благополучие и защита.
Според други съобщения тя е жертвен подарък на Електра. Понеже град Троя не можело да бъде превзет, докато е собственик на Паладиума, Одисей и Диомед го открадват и го дават на Демофонт, който го откарва в Атина.
Аргос притежавал също Паладиума.
По друго сведение в Троя се намирали два Паладиума, които Хризе донесла като зестра на Дардан. Единият Паладиум e откраднат от Одисей, а другият Еней взема със себе си в Италия и така Рим има също Паладиум, който се пазел в Храма на Веста.